# Văn Quán (xã)
Văn Quán là một xã thuộc huyện Lập Thạch, tỉnh Vĩnh Phúc, Việt Nam.
Xã có diện tích 7,13 km², dân số năm 1999 là 4774 người, mật độ dân số đạt 670 người/km².